# ジョン・マッソン・ガランド
ジョン・マッソン・ガランド（英語：John Masson Gulland、1898年10月14日 – 1947年10月26日）は、スコットランドの化学者・生化学者である。
主に核酸、モルヒネ、アポルフィンアルカロイドに関する研究で知られる。ノッティンガム大学での電気滴定に関する研究は、ジェームズ・ワトソンとフランシス・クリックによるDNA二重らせんの発見にあたって重要であった。この他、スコットランド海藻研究協会とレース研究評議会を設立したとして知られる。

## 生涯・経歴
エディンバラのウェスト・エンドにある6アルバストリートで、母・ヘレンオームマッソンと父・ジョージラベルガランド博士の一人息子として生まれた。母方の祖父は陸上競技選手のデビッド・マッソンであり、母方のおじは科学者のデビッド・オーム・マッソンである。父方のおじは政治家のジョン・ウィリアム・ガランドである。父はのち、エディンバラ大学の医学教授になった。

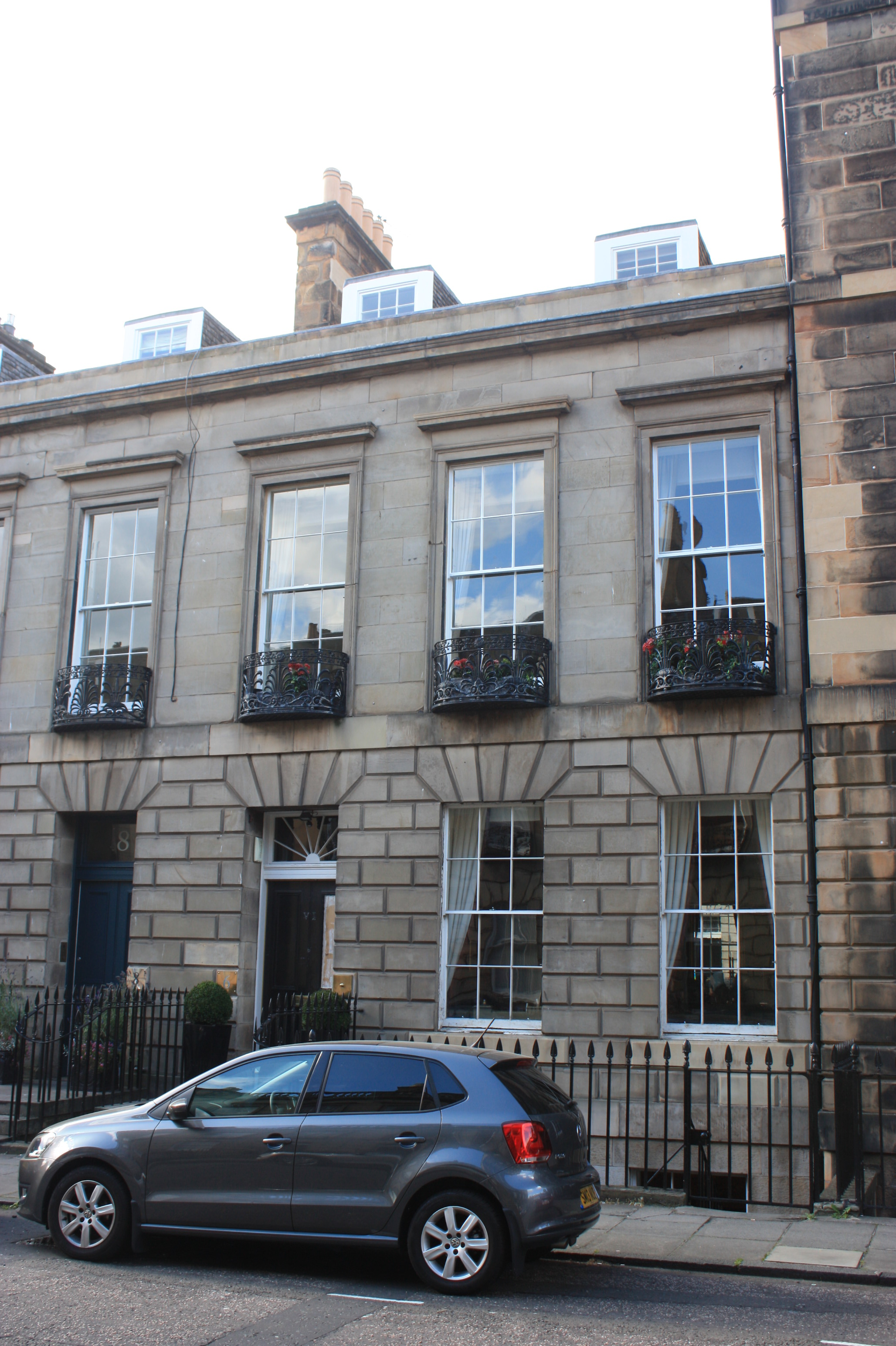
ガラントの生家、6アルバストリート

1906年から1917年までエディンバラ・アカデミーに通い、第一次世界大戦で軍隊に徴兵され、王立工兵隊の少尉を務めた。「Divisional Signals Company」に配属され、敵を見ることは殆どもしくは全くなかった。戦後、1921年にエディンバラ大学で理学士号を取得した。その後、カーネギー研究奨学金を獲得し、セント・アンドリュース大学とマンチェスター大学でさらに勉強を進めた。両方の大学でロバート・ロビンソン教授と共に働き、後にオックスフォード大学のダイソン・ペリンズ研究所で修士号を取得した。1924年にはオックスフォード大学で化学のデモンストレーターになり、1926年にベリオール・カレッジの講師に任命された。
1927年には、エディンバラ王立協会のフェローに選出された。推薦者は、サー・ジェームズ・ウォーカー、ジョージ・バーシャー、アレクサンダー・ローダー、ラルフ・サムプソンであった。
第二次世界大戦中は、1939年から1943年までホームセキュリティ省でガスアドバイザーを務めた。1947年に醸造研究所の研究ディレクターになったが、49歳の若さでゴスウィック鉄道事故で死亡した。

## DNAの研究
ガランドは、1953年にワトソンとクリックによるDNAの解読につながったいくつかの研究で中心的な役割を果たした。同僚であるデニス・ジョーダン、セドリック・スレルフォール、マイケル・クリースを含むノッティンガムチームは、1947年に3つの論文を作成した。1つ目は酸やアルカリを使用せず高品質の非分解DNAサンプルを抽出できる方法を発見し、2つ目はDNAの粘度を測定する方法を発見し、3つ目はその中の水素結合構造を証明した。
ワトソンが水素結合の重要な役割を認識すると、DNAの解読は約1週間または10日以内に行われたようである。
ノッティンガムチームの研究は、ロザリンド・フランクリンとレイモンド・ゴスリングによるDNAの解読に関する最初の論文で認められた。
これらの初期の引用の後は、ガランドと共同研究者の成果はあまり注目されないまま、1953年のDNA解読の時期にはノッティンガムチームは解散していた。ガランドは、1947年の早死にの直前に、醸造研究所の研究ディレクターになっていた。一方、ジョーダンとクリースは両方とも英国外で働いていた。しかし、彼らの死後、2012年に出版された「The Annotated and Illustrated Double Helix」では、すべての貢献が認められた。
これらの出来事が異なった結果になった場合、ノッティンガムチームがDNA解読の発見を自分たちで行ったのではないかということについて、いくつかの推測的な議論がある。

## 家族
ガラントは1924年に、サー・ジェームズ・A・ラッセルの娘であるルース・マデリーン・アイダ・ラッセルと結婚し、2人の娘が生まれた。同じく学生であった彼女とはエディンバラで化学を勉強していた頃に出会っていた。